# Dialetto reggiano
Il dialetto reggiano (nome nativo dialèt arzân) è una varietà dialettale della lingua emiliana parlata, nelle sue declinazioni locali, nella provincia di Reggio Emilia; più specificamente, è articolato in un sottogruppo di parlate che, con il modenese e il bolognese occidentale ad ovest del Reno, forma un complesso più ampio definito emiliano centrale.

## Diffusione e varianti
Localmente denominato dialèt arzân, il dialetto reggiano è parlato in una zona che corrisponde abbastanza bene all'attuale provincia di Reggio Emilia.
Non si può parlare tuttavia di una variante unica parlata all'interno di tutto il territorio provinciale. Si pensi che fino alla Seconda guerra mondiale nel solo centro storico della città di Reggio Emilia erano parlate ben quattro varianti dialettali: quella del centro, del quartiere di San Pietro, del quartiere di Santo Stefano e del quartiere di Santa Croce. In quest'ultima zona era inoltre parlato un altro dialetto, il cosiddetto reggiano arvarsè. Nel centro storico della città era parlato dalla popolazione ebraica il giudeo-reggiano; formatosi nel Ghetto, con l'abolizione di quest'ultimo, venne col tempo abbandonato e già quasi dimenticato agli inizi del Novecento. In provincia, esclusi i comuni e le ville orbitanti sul capoluogo, il dialetto si sfuma con altri. Nella bassa reggiana i comuni rivieraschi risentono in maniera più o meno marcata, a seconda del luogo, dell'influenza mantovana. 
È più lieve a Boretto e Gualtieri dove si mantengono comunque i suoni ö ed ü tipici della Lombardia. Risulta invece molto accentuata a Guastalla, Luzzara e Reggiolo dove è parlato, con leggere sfumature tra i paesi, il dialetto guastallese, sottogruppo del dialetto mantovano e notevolmente diverso dal reggiano. Nella zona del Correggese il dialetto è pressoché simile al dialetto carpigiano, mentre nel Montecchiese ed in generale nella Val d'Enza forte è l'influsso del dialetto parmigiano. Nell'Appennino reggiano, in particolar modo dalla linea Vetto-Baiso verso l'alto crinale, sono parlati un insieme di dialetti che presentano molte somiglianze col dialetto lombardo occidentale ma che presentano caratteristiche differenti da paese a paese. Si stima che circa la metà della popolazione della provincia di Reggio Emilia sia almeno in grado di comprendere il dialetto parlato.

### Guastalla e dintorni
La parlata di cinque dei sette comuni più a nord della provincia (Boretto, Gualtieri, Guastalla, Luzzara e Reggiolo) perde varie caratteristiche del dialetto reggiano, andando così a formare un'area dialettale di transizione. Nei primi due centri rimane linguisticamente più rivolta al reggiano, mentre a Guastalla, Luzzara e Reggiolo è nettamente affine all'area dialettale mantovana, al cui contesto appartiene. La palatalizzazione della A, tipicamente emiliana, si mantiene infatti a Boretto e Gualtieri, mentre nei rimanenti centri manca: màr, sàl, al làva, al parlàva anziché mèr, sèl, al lèva, al parlèva (mare, sale, lui lava, lui parlava). In quest'area mancano anche i dittonghi èi/òu in ogni posizione: méla, bén, vént, fiur, témp anziché mèila, bèin, vèint, fiòur, tèimp (mela, bene, vento, fiore, tempo). La più forte influenza mantovana è tuttavia rappresentata dalla presenza delle vocali [y-ø]: mür, bö, fiöla, düra, incö, nüàtar (muro, buoi, figlia, dura, oggi, noi); in reggiano al posto di questi suoni si trovano le vocali lunghe [uː-oː]. Secondo la classificazione dialettale di Daniele Vitali è proprio Gualtieri che determina il confine tra il sistema dialettale reggiano e quello mantovano.

### La pianura
Le varianti della pianura a nord della Via Emilia possono rientrare nella denominazione di dialetti rustici settentrionali. Di questo areale fa parte Brescello, che, pur confinando direttamente con il Po e l'area guastallese, non presenta influenze mantovane significative. In tutta la zona sono sconosciute le vocali turbate [y-ø], e al loro posto si trovano le vocali lunghe [uː-oː]; risulta interessante l'esito in [eː] anziché in [oː], tipico del dialetto di Poviglio: [keːr - fjeːl - skeːla] (cuore, figlio, scuola). I dittonghi [ɛi-ɔu] sono presenti in alcune località, mentre mancano in altre, come Novellara, sostituiti da [eː-oː]; questi dittonghi sono comunque più diffusi in contesto nasale: galèina, matèina, bèin, pasiòun (gallina, mattina, bene, passione). Nella parte occidentale dell'area ci sono alcuni influssi parmensi, e in generale è sistematico il mantenimento delle [o] atone, che già dalla periferia orientale di Reggio tendono a chiudersi in [u] come in Modenese, Ferrarese, Bolognese e Romagnolo. Nella parte orientale dell'area, il vago confine tra le province di Reggio e Modena (che a nord di Rubiera non è delimitato da fiumi o particolari ostacoli naturali) favorisce reciproci contatti con le parlate carpigiane. Rolo, nonostante la vicinanza con l'area guastallese, fa parte della Diocesi di Carpi e non risente di particolari influssi mantovani.

### La montagna alta
I dialetti delle aree più elevate dell'Appennino sono molto conservativi e si distanziano significativamente dal reggiano urbano. Notevole è il mantenimento di una vocale indistinta in fine di parola: bassə, sciömmə, tlarə, tüttə, primmə, tèrzə (basso, scemo, telaio, tutto, primo, terzo); tale suono, che viene meno nella catena parlata, testimonia una fase intermedia della perdita di -o finale, ormai generalizzata nelle varietà linguistiche emiliano-romagnole, lombarde e piemontesi. Alcuni esiti possono essere limitati a singoli centri abitati: le A in sillaba aperta, per esempio, subiscono una certa velarizzazione a Sologno, frazione di Villa Minozzo Nel dialetto di Civago molti vocaboli unici con U accentata alla francese ' Angu'ta - niente oppure la Z chiusa 'Guarze'ta ' - Bambina o la gh morbida ' ghiesa'  chiesa.

## Ortografia, dizionari ed opere generali
Nella sezione conservazione della biblioteca Panizzi di Reggio Emilia esistono, a livello di bozza, vari manoscritti di progetti di vocabolari reggiano-italiano; tuttavia solamente due opere sono state date alle stampe '. La prima è il datato dizionario reggiano-toscano di (Giovan Battista Ferrari, 1832), che non può essere usato acriticamente come riferimento, perché, come rilevato da alcuni autori, non è fedele nella trascrizione e spesso non è coerente nell'accentazione. L'opera più recente è il dizionario di (Luigi Ferrari e Luciano Serra, 1989), che invece si sforza di affrontare il problema della grafia in maniera sistematica. Nella prefazione si può anche trovare una discussione delle convenzioni precedentemente adottate da alcuni autori vernacolari. Nel dicembre del 2006 è infine uscito il primo vocabolario italiano-reggiano, ad opera degli stessi autori (L. Ferrari e L. Serra, 2006), che contiene circa trentamila parole ed una ricca fraseologia.
Alcune considerazioni interessanti, anche se non sempre coerenti, si possono inoltre trovare anche nell'ultima raccolta di versi di (Giuseppe Davoli, 1974). Una panoramica molto esaustiva della letteratura vernacolare reggiana si trova nell'opera in più volumi di Bellocchi (Ugo Bellocchi, 1976; 1999). La fraseologia e le espressioni proverbiali sono ampiamente documentate in (Mario Mazzaperlini, 1976).

### Convenzioni di scrittura
Fino a tempi relativamente recenti non è esistita un'ortografia esatta del dialetto reggiano. La pubblicazione dei due dizionari di L. Ferrari e L. Serra, nel 1989 dal reggiano all'italiano e nel 2006 dall'italiano al reggiano (vedere bibliografia) ha portato ad una proposta di convenzione di scrittura, anche se è ancora in dubbio quanto ampiamente questa convenzione verrà adottata da altri autori. Il Ferrari ed il Serra sostanzialmente introducono segni diacritici per specificare la quantità e l'apertura delle vocali toniche, e la pronuncia di alcune consonanti. Le convenzioni ortografiche che non si trovano anche nell'italiano standard sono riportate nella tabella sottostante. Esse vengono utilizzate nel seguito di questo articolo. (Nota: la i e la u toniche brevi non sono utilizzate nel dialetto reggiano moderno.)
| Vocali toniche lunghe        | Vocali toniche lunghe | Vocali toniche lunghe |  | Vocali toniche brevi | Vocali toniche brevi | Vocali toniche brevi |  | Consonanti e semiconsonanti  | Consonanti e semiconsonanti | Consonanti e semiconsonanti |
| descrizione                  | pronuncia             | segno                 |  | descrizione          | pronuncia            | segno                |  | descrizione                  | pronuncia                   | segno                       |
| ---------------------------- | --------------------- | --------------------- |  | -------------------- | -------------------- | -------------------- |  | ---------------------------- | --------------------------- | --------------------------- |
| a                            | /aː/                  | â                     |  | a                    | /a/                  | à                    |  | i intervocalica e finale     | /j/                         | j                           |
| i                            | /iː/                  | î                     |  | i                    | /i/                  | ì                    |  | s sorda emiliana             | ~ /s/                       | s                           |
| u                            | /uː/                  | û                     |  | u                    | /u/                  | ù                    |  | s sonora emilana             | ~ /z/ - /dz/                | ṣ (ş) - z                   |
| e aperta                     | /ɛː/                  | ê                     |  | e aperta             | /ɛ/                  | è                    |  | s+c(palatale)                | /sʧ/                        | s'c                         |
| e chiusa                     | /eː/                  | ē                     |  | e chiusa             | /e/                  | é                    |  | c(palatale)+l (~ṣl)          | /ʧl/                        | c'l                         |
| o aperta                     | /ɔː/                  | ô                     |  | o aperta             | /ɔ/                  | ò                    |  | c(palatale)+r                | /ʧr/                        | c'r                         |
| o chiusa                     | /oː/                  | ō                     |  | o chiusa             | /o/                  | ó                    |  | doppia s iniziale            | /sː/                        | 'ss                         |
|                              |                       |                       |  |                      |                      |                      |  | c finale (velare - palatale) | /k/ - /ʧ/                   | ch - c                      |
| g finale (velare - palatale) | /g/ - /ʤ/             | gh - g                |  |                      |                      |                      |  |                              |                             |                             |

### Esempi di dialetto reggiano
Il testo del Padre Nostro in grafia moderna
Pêder nòster, che t'é int al cēl,

c'al sia santifichê al tó nòm,

c'al vègna al tó règn,

c'la sia fata la tó volontê,

cme in cēl, acsé anch'in tèra.

Das incō al nòster pan,

e scanşèla i nòster dèbit

cme nuêter e j scanşlòm ai nòster debitōr,

e an lasêr mia ch'e cascòm in tentasiòun,

e lébres dal mēl.

Un sonetto di Giovanni Ramusani in grafia originale
Amilcare, guardè el cumbinazion,

Ch'el g'ha domilla franch int el cassett,

Ai depon da n'amigh, ch'el gh'imprumett

D'restituirghi seinza provvigion.

Ma l'amigh, ch'l'è un sgnurazz propia da bon,

E el sa che i sold en gh'farann mai difett,

Ai presta a d'j'etr, e ai fa fruttèr el sett,

E el dà indrè el capitèl a la stagion.

An omnia bene? -- Optime, e rispond!

Però d'Amilcar, seinza fergh ingiuria,

An s'è mai vist un mèrel più rotond.

Ma in mezz el cojonisem, meno mel,

Ch'an j'ha depositè int la nostra Curia,

(da "I ches del congregazioun", 29/12/1899)

## Fonologia

### Vocalismo tonico
|   | vocale tonica lunga | vocale tonica lunga | vocale tonica lunga |   | vocale tonica breve | vocale tonica breve | vocale tonica breve |
| - | ------------------- | ------------------- | ------------------- | - | ------------------- | ------------------- | ------------------- |
| e | pêla                | /pε:la/             | pala                | ↔ | pèla                | /pεla/              | pelle               |
| e | pēla                | /pe:la/             | abete               | ↔ | péla                | /pela/              | pila                |
| o | côl                 | /kɔ:l/              | collo               | ↔ | còl                 | /kɔl/               | quello              |
| o | rōl                 | /ro:l/              | ruolo               | ↔ | ról                 | /rol/               | rullo               |

Il dialetto reggiano, così come l'italiano standard, possiede 7 suoni vocalici: /a/, /ε/ (e aperta o grave), /e/ (e chiusa o acuta), /i/, /ɔ/ (o aperta), /o/ (o chiusa), /u/. Tuttavia, diversamente dall'italiano, la quantità della vocale può essere distintiva per una vocale tonica; in altri termini, cambiando una vocale tonica lunga in una breve si può talvolta modificare il significato del vocabolo. Più precisamente, sono distintive le vocali che possono essere sia aperte che chiuse, ovvero /ε/, /e/, /ɔ/, e /o/ lunghe e brevi, mentre i ed u brevi sono decadute rispettivamente in e ed o chiuse brevi, come in pór (pure) e sés ("liquame").
| latino  | reggiano | italiano | tipo di sillaba    |
| ------- | -------- | -------- | ------------------ |
| CĂ-PRAM | chêvra   | capra    | aperta breve       |
| FĀ-TAM  | fêda     | fata     | aperta lunga       |
| CĂR-NEM | chêrna   | carne    | chiusa (r/l+cons.) |
| CĂT-TUM | gât      | gatto    | chiusa             |

Per quanto riguarda le mutazioni fonetiche, nel reggiano ha destato l'interesse di molti studiosi il passaggio /a/ > /ε/ in sillaba libera, che sembra essere avvenuto a partire dal XVI secolo (per questa mutazione si è fatto spesso ricorso alla spiegazione del “sostrato celtico”. Da notare che /r/ o /l/ seguite da consonante non sempre “chiudono” la sillaba, motivo per cui si hanno esiti come chêrna e êlt. In altre parole, una sillaba accentata che in latino termina in -a, (talvolta -al o -ar) si trasforma in reggiano in -ê (-êl o -êr), mentre la a rimane invariata se la sillaba termina per consonante.
| vocale anteriore | vocale anteriore | vocale anteriore |        | vocale posteriore | vocale posteriore | vocale posteriore |
| ---------------- | ---------------- | ---------------- | ------ | ----------------- | ----------------- | ----------------- |
| VĪ-NUM           | vèin             | vino             |        |                   |                   |                   |
| PĬ-LUM           | pèil             | pelo             |        | CRŬ-CEM           | cròuṣ             | croce             |
| DĔN-TEM          | dèint            | dente            |        | BŎ-NUM            | bòun              | buono             |
| DĔN-TEM          | dèint            | dente            | NŎ-VUM | nōv               | nuovo             |                   |
| ACĒ-TUM          | aṣèj             | aceto            |        | –Ō-SUM            | -òuṣ/-ōṣ          | -oso              |

Molto diffusa è anche la formazione di dittonghi discendenti, che riguarda sia le vocali anteriori (e ed i) che le posteriori (o ed u), in sillaba libera e, frequentemente, anche in presenza di una consonante nasale postonica (es. DĔN-TEM). Quindi, -i ed -e possono così avere come risultato èi, mentre -u ed -o danno òu. La dittongazione in òu in sillaba libera non è tuttavia presente presso tutti i parlanti e in tutti i contesti fonetici; il risultato è allora ō. Per esempio, in montagna si tende a pronunciare alòura (allora), mentre a Reggio è più comune alōra.

### Vocalismo atono
| latino         | reggiano         | italiano |
| -------------- | ---------------- | -------- |
| FĚR-RUM        | fèr              | ferro    |
| (AE) RŪ-GI-NEM | róşna            | ruggine  |
| PŎE-NA         | pèina            | pena     |
| NĬG-RUM/RA     | nîgh(e)r / nîgra | nero/a   |
| PĚ-DEM/ES      | pè / pē          | piede/i  |

Il reggiano semplifica il vocalismo atono latino in modo molto diverso dall'italiano. Le vocali postoniche, 
(cioè, le vocali che si trovano dopo la vocale accentata) sia finali che mediane, tendono praticamente sempre a cadere, a meno che non si tratti della vocale /a/ che resiste. Le vocali atone che non cadono sono comunque delle specie di appoggi per la pronuncia, e non sono distintive (non servono mai a distinguere una parola dall'altra); per questo motivo la quantità è indefinita (solitamente intermedia o breve), e così pure l'apertura (e ed o aperte e chiuse tendono a confondersi).
| latino        | reggiano | italiano  |
| ------------- | -------- | --------- |
| PA-RĬE-TEM    | parèida  | parete    |
| CON-STĀ-RE    | custêr   | costare   |
| SEP-TI-MĀ-NAM | stmâna   | settimana |
| PEN-SĀ-RE     | pinsêr   | pensare   |

Passando alle vocali pretoniche (quelle che si trovano prima della sillaba accentata) si nota che resiste ancora la /a/, che rimane tale, mentre le altre hanno una tendenza alla chiusura. Infatti, le vocali posteriori (o ed u) si riducono ad /u/, mentre le vocali anteriori (e ed i) tendono a cadere o a ridursi ad /i/. La trasformazione delle vocali pretoniche è evidente in lemmi che hanno una forma semplice dove la vocale è tonica ed una diminutiva dove non lo è più, come in lôdra (imbottatoio) e ludrèt (imbuto).
| latino     | reggiano | italiano |
| ---------- | -------- | -------- |
| DE MĀNE    | (e)dmân  | domani   |
| NEPŌTEM    | anvòud   | nipote   |
| LEVĀRE     | alvêr    | levare   |
| HOROLŎGIUM | arlòj    | orologio |
| VĪCĪNUS    | (a)ṣvèin | vicino   |

Un fenomeno che si ricollega alla copiosa caduta delle vocali atone, è quello dello sviluppo delle cosiddette vocali prostetiche, cioè non etimologiche, a scopo eufonico. Può accadere infatti che, in seguito alla caduta di una vocale pretonica, si trovi all'inizio della parola un gruppo consonantico di difficile o almeno non comune pronuncia, come nv, lv o rl. In tal caso in reggiano si ha la tendenza ad inserire una vocale iniziale (/a/ oppure /e/) di appoggio allo scopo di renderlo più facilmente pronunciabile. Questa può essere assente se la parola precedente già termina in vocale, come "E t'al dégh edmân" (te lo dico domani) vs. "Fòmia dmân?" (facciamo domani?)

### Consonantismo
| latino    | reggiano      | italiano |
| --------- | ------------- | -------- |
| CIVITĀTEM | sitê          | città    |
| COENARE   | snêr          | cenare   |
| CENTUM    | sèint         | cento    |
| GĔNERUM   | zèner / ṣèner | genero   |

Tutte le parlate di area italica derivate dal latino volgare sono soggette al fenomeno della palatalizzazione dei fonemi /k/ e /g/, che diventano prestissimo le affricate /ʧ/ e /ʤ/ quando sono seguite da vocali anteriori (i od e); solo il sardo, a causa del suo isolamento, mantiene le occlusive. Il reggiano compie un passo ulteriore ed indebolisce le affricate in fricative. L'evoluzione si può dunque schematizzare con /k/ > /ʧ/ > /s/ ed /g/ > /ʤ/ > /z/ (quest'ultima oscilla con /ʣ/)
| latino    | reggiano    | italiano |
| --------- | ----------- | -------- |
| IŌCUM     | zōgh/ṣōgh   | gioco    |
| IANUĀRIUM | znêr/ṣnêr   | gennaio  |
| JŪNĬUM    | zóign/ṣóign | giugno   |

Come le vocali, anche le consonanti tendono ad essere meglio conservate in posizione iniziale. Tuttavia, il reggiano presenta un altro esempio di palatalizzazione: la combinazione di /j/ iniziale seguita da vocale, che in italiano standard si risolve sempre in /ʤ/ (come in IŪNIUS > giugno), ha in reggiano un esito oscillante fra /z/ e la /ʣ/. Questa seconda palatalizzazione sembra resistere meglio della prima al ritorno dell'esito italiano standard.
| latino         | reggiano | italiano          |
| -------------- | -------- | ----------------- |
| CLĀRUM         | cêr      | chiaro            |
| ŎC(Ŭ) LUM      | ôc       | occhio            |
| GLĂNDEM        | giânda   | ghianda           |
| C(Ŏ) ĀG(Ŭ) LUM | câg      | *cagghio > caglio |

Infine, la tendenza alla palatalizzazione completa si verifica anche per i nessi consonantici latini /kl/ e /gl/, che in reggiano danno rispettivamente le affricate /ʧ/ e /ʤ/. Questo è in contrasto con l'italiano dove la palatalizzazione ha luogo solo per la /l/ e si ha l'esito più meridionale /kj/ e /gj/. Così si ha GLĀRĔA > *ghiara > ghiaia in italiano, ma GLĀRĔA > *ghiara > giâra > gêra in reggiano. Si noti che in posizione interna in italiano si ha un raddoppiamento (MĂCŬLA > *macla > macchia), ma il reggiano non presenta mai consonanti geminate (cioè doppie), e coerentemente dà mâcia.
| latino      | reggiano | italiano |
| ----------- | -------- | -------- |
| (DE) MĒLIUS | dmèj     | meglio   |
| FŎLIA       | fòja     | foglia   |
| ĂLIUM       | âj       | aglio    |

La combinazione intervocalica latina /lj/, che in italiano ha portato all'innovazione della consonante laterale /λ/, assente in latino, porta in reggiano regolarmente all'elisione della /l/, che lascia la semivocale /j/, talvolta in posizione intervocalica, talvolta in posizione finale; questo suono viene quindi sempre scritto con la lettera j.
| latino  | reggiano | italiano |
| ------- | -------- | -------- |
| ĀREA    | êra      | aia      |
| GLĀREAM | gêra     | ghiaia   |
| -ĀRIUM  | -êr      | -aio     |

In reggiano, la combinazione intervocalica /re/ > /rj/ ha la tendenza ad eliminare il suono /j/ (si noti che in toscano, e quindi in italiano è invece la /r/ a scomparire). Questa trasformazione è di particolare importanza per i nomi delle professioni, che spesso derivano da un suffisso agentivo latino -ĀRIUM: in italiano, dal toscano, si ha regolarmente -aio (come in macellaio, mastellaio, calzolaio, ...), mentre in reggiano -âr > -êr (pchêr, sujêr, calsulêr, ...), in accordo con il pansettentrionale -aro.
| latino  | reggiano | italiano |
| ------- | -------- | -------- |
| LŬPUS   | lóv      | lupo     |
| RŎTA    | rōda     | ruota    |
| FĪCUS   | fîgh     | fico     |
| *CŬTICA | còdga    | cotica   |
| SICCARE | schêr    | seccare  |
| SECARE  | sghêr    | segare   |

Un altro fenomeno, che riguarda in misura diversa tutte le lingue romanze occidentali (tra cui il reggiano), è quello della lenizione, cioè l'indebolimento delle consonanti intervocaliche, principalmente quelle occlusive /p/, /t/, /k/. A questo fenomeno è collegata la riduzione delle consonanti geminate (o doppie), che infatti sono assenti in reggiano, mentre l'italiano tende a mantenerle ed anzi in alcuni casi ad estendere il loro utilizzo (es.: lat. FĂCIAM > it. faccia). Si noti tuttavia che i due fenomeni non avvengono insieme (giacché la sonorizzazione delle consonanti intervocaliche è avvenuta prima della riduzione delle doppie): se la consonante etimologica è doppia, essa viene resa singola ma non ulteriormente indebolita. In questo modo le parole che si distinguono per una occlusiva singola/doppia in latino non collassano in un'unica parola in reggiano.
Rispetto all'italiano, in reggiano si nota l'assenza della fricativa postalveolare sorda /ʃ/ (ovvero, il gruppo -sc(i)-, come in “sciopero”, “scena”), e, come già detto, della laterale /λ/ (“figlio”) e delle affricate /ts/ (“pezzo”) e /dz/ (“mezzo”). È importante inoltre ricordare che il suono /z/, che in italiano è un allofono di /s/, è in reggiano un vero e proprio fonema (es.: snêr, “cenare” - ṣnêr “gennaio”).

## Grammatica

### Morfologia nominale: sostantivi e aggettivi
| latino     | reggiano | reggiano | italiano |
| latino     | sing.    | plur.    | italiano |
| ---------- | -------- | -------- | -------- |
| AMĪCUM/OS  | amîgh    | amîgh    | amico/i  |
| HŎMO/-ĬNES | òm       | òm       | uomo/ini |
| NĬGRUM/OS  | nîgher   | nîgher   | nero/i   |
| GRĂNDEM/ES | grând    | grând    | grande/i |
| MALE       | al mêl   | i mêl    | male/i   |

In reggiano esistono solo i generi maschile e femminile, perché il neutro cade durante la transizione da latino a volgare, come nella maggior parte delle lingue romanze. Inoltre, la caduta di tutte le vocali finali, ad eccezione della /a/, ha fatto sì che i sostantivi maschili si siano trovati senza una desinenza propria, che l'italiano ha invece mantenuto. Nella grandissima maggioranza dei sostantivi maschili non vi è quindi nessuna differenza tra la forma singolare e quella plurale. Lo stesso discorso vale per gli aggettivi in forma maschile. Il numero dei sostantivi viene quindi marcato solo dall'articolo (al o l' per il singolare, i o j per il plurale).
| latino       | reggiano | reggiano | italiano |
| latino       | sing.    | plur.    | italiano |
| ------------ | -------- | -------- | -------- |
| PĔDEM/ES     | al pè    | i pē     | piede/i  |
| FĪLIUM/OS    | al fiōl  | i fiō    | figlio/i |
| (Ă) NĬMĂL/ĬA | al nimêl | i nimê   | maiale/i |

Fanno eccezione alla regola precedente i sostantivi (accentati sull'ultima sillaba) terminanti in -ōl, èl, -êl, che regolarmente al plurale perdono la /l/ e allungano la vocale accentuata se è corta al singolare (es.: fradèl - fradē, fratello/-i),  e pochi altri casi, sempre sostantivi di uso molto comune, che modificano la vocale finale. A parte questi fenomeni, è sconosciuto il plurale metafonetico del dialetto bolognese.
| latino     | reggiano | reggiano  | italiano      |
| latino     | sing.    | plur.     | italiano      |
| ---------- | -------- | --------- | ------------- |
| DŎMĬNAM/AS | la dòna  | al dòn(i) | donna/e       |
| DURAM/AS   | dûra     | dûr(i)    | dura/e (agg.) |
| CLĀVEM/ES  | la cêva  | al cêvi   | chiave/i      |
| *CĂMBA     | la gâmba | al gâmbi  | gamba/e       |

La /a/ dei sostantivi e degli aggettivi femminili invece, oltre a mantenersi, si è anche diffusa alla maggior parte di quei sostantivi (e di quegli aggettivi) femminili che non la possedevano nella loro forma latina. La caduta della vocale del plurale femminile ha comunque garantito la distinzione, che in seguito è stata rafforzata con l'aggiunta di una /i/ non etimologica; il plurale –Ø, cioè senza la terminazione /i/, è in ogni caso ancora presente, e talvolta anche preferibile se non c'è il rischio di confusione con il corrispondente aggettivo maschile.

### Numerali
I numerali cardinali sono riportati nella tabella sottostante; si noti che, a differenza dell'italiano, il reggiano distingue tra la forma maschile e quella femminile fino al tre. Come in italiano, il suffisso "dieci" diventa un prefisso fra il sedici ed il diciassette.
| 1  | ûn - von (m.) – óna (f.) | 11 | óndeṣ/vùndeṣ | 21 | vintûn    | 100     | sèint       |
| 2  | dû (m.) – dòu (f.)       | 12 | dòdeṣ        | 22 | vintedû   | 200     | duṣèint     |
| 3  | trî (m.) – trèj (f.)     | 13 | trèdeṣ       | 23 | vintetrî  | 300     | terṣèint    |
| 4  | quâter                   | 14 | quatôrdeṣ    | 30 | trèinta   | 400     | quatersèint |
| 5  | sînch                    | 15 | quéndeṣ      | 40 | quarânta  | 500     | sincsèint   |
| 6  | sê(s)                    | 16 | sèdeṣ        | 50 | sinquânta | 600     | sesèint     |
| 7  | sèt                      | 17 | dersèt       | 60 | 'ssanta   | 1000    | mél         |
| 8  | ôt                       | 18 | deṣdôt       | 70 | stânta    | 2000    | duméla      |
| 9  | nōv                      | 19 | deṣnōv       | 80 | utânta    | 10000   | deṣméla     |
| 10 | dēṣ                      | 20 | vînt         | 90 | novânta   | 1000000 | un miliòun  |

### Articoli
| determinativi   | singolare | masch. | al  | al bòsch   | il bosco      | l’     | l'êlber    | l'albero   |
| determinativi   | singolare | femm.  | la  | la cà      | la casa       | l’     | l'ôra      | l'ombra    |
| determinativi   | plurale   | masch. | i   | i léber    | i libri       | j      | j òm       | gli uomini |
| determinativi   | plurale   | femm.  | al  | al mân     | le mani       | al j-  | al j-êrt   | le arti    |
| indeterminativi | singolare | masch. | un  | un dé      | un giorno     | n’     | n'insòni   | un sogno   |
| indeterminativi | singolare | femm.  | na  | na bâla    | una bugia     | n’     | n'ōra      | un'ora     |
| partitivi       | singolare | masch. | dal | dal furmâj | del formaggio | dl’    | dl'ôli     | dell'olio  |
| partitivi       | singolare | femm.  | dla | dla gînta  | della gente   | dl’    | dl'âcva    | dell'acqua |
| partitivi       | plurale   | masch. | di  | di lavōr   | delle cose    | d'j-   | d'j-ân     | degli anni |
| partitivi       | plurale   | femm.  | dal | dal vôlti  | delle volte   | dal j- | dal j-ôchi | delle oche |

### Pronomi ed aggettivi dimostrativi
I pronomi dimostrativi in dialetto reggiano hanno una forma semplice, che declina regolarmente a partire dalle due radici còst e còl che indicano rispettivamente vicinanza e lontananza da chi parla (solo il maschile plurale di còl ha seguito un'evoluzione non banale). Questo è in contrasto con l'italiano letterario derivato dal toscano, che invece presenta un sistema a tre valori in cui, oltre a "questo" e "quello", esiste anche un dimostrativo, "codesto" che indica vicinanza a chi ascolta ma non a chi parla (anche se quest'ultimo è quasi sconosciuto al di fuori della Toscana al giorno d'oggi).
|       |        |       | pronome | valore                 | esempio                  | traduzione |
| ----- | ------ | ----- | ------- | ---------------------- | ------------------------ | ---------- |
| sing. | masch. | còst  | questo  | Còst l'è al mē.        | Questo è il mio.         |            |
| sing. | femm.  | còsta | questa  | Còsta l'è chêra.       | Questa è cara.           |            |
| plur. | masch. | còst  | questi  | Còst i vōlen fât incō. | Questi vanno fatti oggi. |            |
| plur. | femm.  | còsti | queste  | É-t vést còsti?        | Hai visto queste?        |            |
|       |        |       |         |                        |                          |            |
| sing. | masch. | còl   | quello  | Còl l'é d'ôr.          | Quello è d'oro.          |            |
| sing. | femm.  | còla  | quella  | Còla l'é'd Pēder.      | Quella è di Pietro.      |            |
| plur. | masch. | quî   | quelli  | Quî j în tō.           | Quelli sono tuoi.        |            |
| plur. | femm.  | còli  | quelle  | Còli j în mìa dréti.   | Quelle non sono dritte.  |            |

Gli stessi pronomi dimostrativi hanno anche una forma composta (con accento sulla seconda componente, “qui“) che rafforza il valore deittico, ovvero lo stretto legame fra l'enunciato e la sua collocazione in un certo contesto (in questo caso, tipicamente, il contesto spaziale del locutore). Siccome l'interpretazione di questi pronomi non è possibile senza la conoscenza di tale contesto, essi possono essere usati solo in un discorso diretto o indiretto.
|       |        |          | pronome | valore                     | esempio                          | traduzione |
| ----- | ------ | -------- | ------- | -------------------------- | -------------------------------- | ---------- |
| sing. | masch. | cusché   | questo  | Cusché l'è dmèj.           | Questo è meglio.                 |            |
| sing. | femm.  | custaché | questa  | Custaché l'è bòuna!        | Questa è buona!                  |            |
| plur. | masch. | cuisché  | questi  | Cuisché j în mêrs.         | Questi sono marci.               |            |
| plur. | femm.  | custiché | queste  | Custiché i gh'arân dēṣ ân. | Queste avranno dieci anni.       |            |
|       |        |          |         |                            |                                  |            |
| sing. | masch. | cul-lé   | quello  | Cul-lé l'é nōv.            | Quello è nuovo.                  |            |
| sing. | femm.  | cula-lé  | quella  | Culalé la vōl pió côta.    | Quella deve essere cotta di più. |            |
| plur. | masch. | qui-lé   | quelli  | Quilé i ân mìa vést gnînt. | Quelli non hanno visto niente.   |            |
| plur. | femm.  | culi-lé  | quelle  | Culilé j în bòuni!         | Quelle sono buone.               |            |

Gli aggettivi dimostrativi si formano normalmente con un aggettivo vero e proprio (atono, che precede il sostantivo) e un avverbio (tonico, che segue il sostantivo), di nuovo con valore deittico, nella fattispecie ché (qua) e lé (là). Gli aggettivi atoni possono anche essere utilizzati senza il loro avverbio nel caso che la loro contestualizzazione si realizzi in altro modo, per esempio con una frase relativa, come in "Cal léber ch'j îva vést l'êter dé l'é andê a fêr vìa" (Quel libro che avevo visto l'altro ieri non è più disponibile).
|       |        |                 | aggettivo | valore                           | esempio                            | traduzione |
| ----- | ------ | --------------- | --------- | -------------------------------- | ---------------------------------- | ---------- |
| sing. | masch. | cal/cl' ... ché | questo    | Cal léber ché l'é'd Zvân.        | Questo libro è di Giovanni.        |            |
| sing. | femm.  | cla/cl' ... ché | questa    | Cla mâchina ché ē-la tóva?       | Questa macchina è tua?             |            |
| plur. | masch. | chi ... ché     | questi    | Chi putîn ché i têṣen mai.       | Questi bambini non tacciono mai.   |            |
| plur. | femm.  | cal ... ché     | queste    | Pêrl-et tóti cal léngvi ché?     | Parli tutte queste lingue?         |            |
|       |        |                 |           |                                  |                                    |            |
| sing. | masch. | cal/cl' ... lé  | quello    | Cal ṣugadōr lé l'é bòun dabòun.  | Quel giocatore è davvero forte.    |            |
| sing. | femm.  | cla/cl' ... lé  | quella    | Cl'âcva lé l'é vècia.            | Quell'acqua è vecchia.             |            |
| plur. | masch. | chi ... lé      | quelli    | Chi ragâs lé i vân tót a scōla.  | Quei ragazzi vanno tutti a scuola. |            |
| plur. | femm.  | cal ... lé      | quelle    | Cal fnèstri lé i vōlen cambiêdi. | Quelle finestre vanno cambiate.    |            |

Per il primo gruppo di aggettivi dimostrativi, cioè i corrispondenti di ”questo”, esiste anche una forma semplice, più simile all'uso dell'italiano standard, ma il suo uso è più ristretto.
|       |        |         | aggettivo | valore                            | esempio                         | traduzione |
| ----- | ------ | ------- | --------- | --------------------------------- | ------------------------------- | ---------- |
| sing. | masch. | ste/st’ | questo    | Ste ragâs l'em fa murîr!          | Questo ragazzo mi fa morire!    |            |
| sing. | femm.  | sta/st’ | questa    | Csa fê-t st'istê?                 | Cosa fai quest'estate?          |            |
| plur. | masch. | sti     | questi    | Sti ragâs i fân sèimper fugarōla. | Questi ragazzi marinano sempre. |            |
| plur. | femm.  | sti     | queste    | Csa vōln-i stal dòni!             | Cosa vogliono queste donne!     |            |

### La negazione
Il reggiano, partendo da un morfema lessicale, in questo caso il sostantivo latino MĪCAM > mica (con il significato di minuzzolo di pane), ha sviluppato la negazione posposta mìa, da unire alla negazione propria derivata dal latino NŌN, ovvero an, con una vocale che tende all'elisione. Il fenomeno è simile, per esempio, a quello che è avvenuto in francese, dove la negazione propria ne ad un certo punto è stata percepita come troppo debole, ed è stata rinforzata con espressioni ad hoc, come je ne bouge pas (non muovo "passo"), je ne bois goutte (non bevo "goccia") e je ne mange mie (non mangio "mica"). In francese ha alla fine prevalso pas, mentre in reggiano mìa.
| reggiano                            | italiano                    |
| ----------------------------------- | --------------------------- |
| T’an (o Et) vîn mìa dimòndi despès. | Non vieni molto spesso.     |
| An vōl mìa dîr                      | Non implica necessariamente |
| Chilōr 'n în mìa di nèsi            | (Loro) non sono stupidi     |

La negazione posposta ha poi finito col soppiantare quella propria, dal momento che an è talvolta pronunciato troppo flebilmente per svolgere il suo ruolo. Delle due quindi, mìa è la parte obbligatoria, mentre an quella facoltativa (lo stesso fenomeno si osserva nel francese popolare del giorno d'oggi).
| Cme 'ndòm-ja? An gh'è mêl!    | Come andiamo? Non c'è male! |
| Vin-et anca té? An gh'è dóbi! | Vieni anche tu? Senz'altro! |
| An t'in tōr!                  | Non te la prendere!         |

Vi sono tuttavia alcune frasi fatte di uso molto frequente che testimoniano una fase precedente del processo, in cui an manteneva il suo ruolo di negazione e mia non era obbligatorio.
| reggiano                    | italiano                 |
| --------------------------- | ------------------------ |
| Al (o an) g'a mai tèimp.    | Non ha mai tempo.        |
| (An) vō-t gnân cusché?      | Non vuoi neanche questo? |
| (An) j ó vést nisûn.        | Non ho visto nessuno.    |
| Al (o an) g'a gnînt da fêr. | Non ha niente da fare.   |

In generale anche l'obbligatorietà di mia viene meno qualora nella frase siano presenti pronomi o avverbi di significato negativo, ad esempio mai (mai), gnân (neanche), nisûn (nessuno) o gnînt(o) (niente). Queste locuzioni sono sufficienti a specificare per intero il senso negativo della frase, generalmente rimpiazzano il mìa e talvolta anche l'an.
| reggiano                                | italiano                                   |
| --------------------------------------- | ------------------------------------------ |
| Un lavōr acsé a(n) l'îva mìa mai vést!  | Una cosa del genere non l'avevo mai vista! |
| Stà bòun, l'è (o an é) mìa sucès gnînt! | Sta' calmo, non è successo niente!         |

Tuttavia, anche in presenza di locuzioni che rendono palese il significato negativo della frase, è talvolta possibile reintrodurre il mia con senso rafforzativo. In questo caso non ci sono vere regole, tutto dipende dal grado di enfasi che il parlante vuole utilizzare.

### Il sistema verbale

#### Verbi irregolari
Come in italiano, vi è naturalmente un gruppo di verbi irregolari di uso molto comune che quasi sempre hanno forme differenti per tutte le persone anche all'indicativo presente. I verbi irregolari sono: èser (essere), avèir (avere), andêr (andare), gnîr (venire), prèir (potere), vrèir (volere), savèir (sapere), fêr (fare), tgnîr (tenere, dovere), dîr (dire), tōr (prendere), dêr (dare), stêr (stare), bèver (bere).

#### Verbi regolari
In dialetto reggiano esistono tre coniugazioni regolari che si distinguono per la terminazione dell'infinito: -êr (corrisponde alla prima italiana in -are), -èir o -er atono (corrisponde alla seconda italiana in -ere), e -îr (che corrisponde alla terza italiana in -ire). Gli schemi che seguono presentano i suffissi dei verbi regolari per le forme non composte. Il passato remoto, che era ancora abbastanza utilizzato cent'anni fa, è comunque attualmente quasi sparito dall'uso comune. Il segno -Ø indica l'assenza di una terminazione specifica (es.: mâgn-Ø significa mâgn).
|                                                                            | Indicativo | Indicativo | Indicativo | Indicativo | Congiuntivo | Congiuntivo | Condizionale |
| presente                                                                   | imperfetto | futuro     | perfetto   | presente   | imperfetto  | presente    |              |
| -------------------------------------------------------------------------- | ---------- | ---------- | ---------- | ---------- | ----------- | ----------- | ------------ |
| 1a s.                                                                      | mâgn-Ø     | magn-êva   | magn-aró   |            | mâgn-a      | magn-ésa    | magn-aré     |
| 2a s.                                                                      | mâgn-Ø     | magn-êv    | magn-arê   |            | mâgn-Ø      | magn-és     | magn-arés    |
| 3a s.                                                                      | mâgn-a     | magn-êva   | magn-arà   |            | mâgn-a      | magn-ésa    | magn-aré     |
| 1a pl.                                                                     | magn-òm    | magn-êven  | magn-aròm  |            | magn-òma    | magn-ésen   | magn-arén    |
| 2a pl.                                                                     | magn-ê     | magn-êvov  | magn-arî   |            | magn-êdi    | magn-ési    | magn-arési   |
| 3a pl.                                                                     | mâgn-en    | magn-êven  | magn-arân  |            | mâgn-en     | magn-ésen   | magn-arén    |
| Infinito: magn-êr; participio passato: magn-ê; imperativo: mâgn-a, magn-ê. |            |            |            |            |             |             |              |

|                                                                         | Indicativo | Indicativo | Indicativo | Indicativo | Congiuntivo | Congiuntivo | Condizionale |
| presente                                                                | imperfetto | futuro     | perfetto   | presente   | imperfetto  | presente    |              |
| ----------------------------------------------------------------------- | ---------- | ---------- | ---------- | ---------- | ----------- | ----------- | ------------ |
| 1a s.                                                                   | têş-Ø      | taş-îva    | taş-rò     |            | têş-a       | taş-ésa     | taş-ré       |
| 2a s.                                                                   | têş-Ø      | taş-îv     | taş-rê     |            | têş-Ø       | taş-és      | taş-rés      |
| 3a s.                                                                   | têş-Ø      | taş-îva    | taş-rà     |            | têş-a       | taş-ésa     | taş-ré       |
| 1a pl.                                                                  | taş-òm     | taş-îven   | taş-ròm    |            | taş-òma     | taş-ésen    | taş-rén      |
| 2a pl.                                                                  | taş-î      | taş-îvi    | taş-rî     |            | taş-îdi     | taş-ési     | taş-rési     |
| 3a pl.                                                                  | têşen      | taş-îven   | taş-rân    |            | têş-en      | taş-ésen    | taş-rén      |
| Infinito: taş-èir; participio passato: taş-û; imperativo: têş-Ø, taş-î. |            |            |            |            |             |             |              |

| | Indicativo | Indicativo | Indicativo | Indicativo | Congiuntivo | Congiuntivo | Condizionale |
| presente | imperfetto | futuro     | perfetto   | presente   | imperfetto  | presente    |              |
| --- | ---------- | ---------- | ---------- | ---------- | ----------- | ----------- | ------------ |
| 1a s. | part-és    | part-îva   | part-iró   |            | pârt-a      | part-ésa    | part-iré     |
| 2a s. | part-és    | part-îv    | part-irê   |            | pârt-Ø      | part-és     | part-irés    |
| 3a s. | part-és    | part-îva   | part-irà   |            | pârt-a      | part-ésa    | part-iré     |
| 1a pl. | part-òm    | part-îven  | part-iròm  |            | part-òma    | part-ésen   | part-irén    |
| 2a pl. | part-î     | part-îvi   | part-irî   |            | part-îdi    | part-ési    | part-irési   |
| 3a pl. | part-ésen  | part-îven  | part-irân  |            | pârt-en     | part-ésen   | part-irén    |
| Infinito: part-îr; participio passato: part-î; imperativo: pârt-Ø, part-î. |            |            |            |            |             |             |              |
| Nota: vi sono poi pochissimi verbi in –îr, come durmîr (“dormire”) e sintîr (“sentire”), che non rientrano in quest'ultimo schema, poiché non aggiungono il suffisso –és nelle tre persone del singolare e nella 3ª plurale dell'indicativo presente; in questi casi si coniugano come i verbi della seconda coniugazione. |            |            |            |            |             |             |              |

#### Alternanza vocalica
L'alternanza vocalica del sistema verbale, che dipende dalla presenza dell'accento sulla radice o sulla desinenza, è molto estesa e varia in reggiano. Osservando i verbi reggiani della prima e seconda coniugazione, nonché i verbi irregolari, si nota come lo spostamento dell'accento non influisca solo sulla lunghezza e sull'intensità della vocale radicale, ma frequentemente anche sulla sua qualità. Al contrario, quasi tutti i verbi della terza coniugazione (verbi in –îr) hanno sempre l'accento sulla desinenza, e la vocale radicale rimane perciò sempre atona. Le possibili alternanze vocaliche sono riportate nella seguente tabella.
| vocale atona | lat.   | muta in | radicale atona | radicale tonica | verbo     |
| ------------ | ------ | ------- | -------------- | --------------- | --------- |
| a atona      | a\|    | a > â   | magnêr         | al mâgna        | mangiare  |
| a atona      | a(r)\| | a > ê   | parlêr         | al pêrla        | parlare   |
| a atona      | a-     | a > ē   | paghêr         | al pēga ?       | pagare    |
| a atona      | ĕ-     | a > è   | sarêr          | al sèra ?       | chiudere  |
| e atona      | ĭ- e\| | e > è   | sembrêr        | al sèmbra       | sembrare  |
| e atona      | ĕ-     | e > èi  | perghêr        | al prèiga       | pregare   |
| e atona      | ē-     | e > ē   | sperêr         | al spēra        | sperare   |
| e atona      | ĕ(r)\| | e > ê   | a perdòm       | a pêrd          | perdere   |
| nulla        | ĭ\|    | Ø > è   | insgnêr        | l'insègna       | insegnare |
| nulla        | ĕ-     | Ø > ē   | zlêr           | al zēla         | gelare    |
| nulla        | ĭ-     | Ø > èi  | anvêr          | a nèiva         | nevicare  |

| vocale atona | lat.   | muta in | radicale atona | radicale tonica | verbo     |
| ------------ | ------ | ------- | -------------- | --------------- | --------- |
| i atona      | ĭ-     | i > î   | pighêr         | al pîga         | piegare   |
| i atona      | ī\|    | i > é   | picêr          | al pécia        | picchiare |
| i atona      | ĕ-     | i > ē   | a lizòm        | al lēz ?        | leggere   |
| i atona      | ē\|    | i > èi  | pinsêr         | al pèinsa       | pensare   |
| i atona      | ē\|    | i > è   | a vindòm       | al vènd ?       | vendere   |
| u atona      | ?      | u > û   | bruzêr         | al brûza        | bruciare  |
| u atona      | ū-     | u > ó   | fumêr          | al fóma         | fumare    |
| u atona      | ŏ-     | u > ō   | zughêr         | al zōga         | giocare   |
| u atona      | ō\|    | u > ò   | custêr         | al còsta        | costare   |
| u atona      | ŏ(r)\| | u > ô   | arcurdêres     | al s'arcôrda    | ricordare |
| u atona      | ŏ\|    | u > òu  | cuntêr         | al còunta       | contare   |

#### Il gerundio e la perifrasi progressiva
| reggiano                                   | italiano                           |
| ------------------------------------------ | ---------------------------------- |
| Al ciâma sèimper quand a sûn drē a durmîr. | Chiama sempre quando sto dormendo. |
| (C)s'ê-t drē a dîr?                        | Cosa stai dicendo?                 |
| (C)sa srâ-l drē a fêr?                     | Cosa starà facendo?                |
| J'în sèimper drē a bruntlêr.               | Si lamentano in continuazione.     |
| Mó sî-v incòra drē a magnêr?               | Ma state ancora mangiando?         |

In reggiano, l'uso del modo gerundio è quasi completamente scomparso, essendo limitato a registri alti, come la poesia, o a modi di dire arcaici. Tuttavia, anche in reggiano esiste la possibilità di una perifrasi progressiva (come nell'espressione "sto mangiando" in italiano), che viene costruita posponendo ad una forma finita di èser la costruzione drē a seguita da un infinito. Costruzioni simili si trovano in altre lingue europee, come "je suis en train de manger" in francese, e "ich bin dabei zu essen" in tedesco

#### Verbi modali o servili
| reggiano                                                     | italiano                                                 |
| ------------------------------------------------------------ | -------------------------------------------------------- |
| A vòj fêrel subét. A'l vòj fêr subét.                        | Voglio farlo subito. Lo voglio fare subito.              |
| J'an mia savû spieghêrel. E l'an mia savû spieghêr.          | Non hanno saputo spiegarlo. Non l'hanno saputo spiegare. |
| Vê-t a tōrel adès? Al vê-t a tōr adès?                       | Vai a prenderlo adesso? Lo vai a prendere adesso?        |
| L'è dmèj s'et tòuren a fêrel. L'è dmèj se t'al tòuren a fêr. | È meglio se torni a farlo. È meglio se lo torni a fare.  |

Anche in reggiano vi sono verbi modali (o servili) che hanno le stesse caratteristiche di quelli italiani. Questi verbi, quando usati in congiunzione con l'infinito di un altro verbo, non hanno più un significato proprio ma servono a caratterizzare la modalità dell'azione specificata dall'altro verbo (es.: voglio mangiare, soglio pensare). I casi più comuni, in reggiano, si hanno con i verbi prèir, vrèir, savèir, andêr a, gnîr a, turnêr a, cumincêr a. Questi verbi (detti anche "verbi a ristrutturazione") autorizzano due posizioni diverse dei clitici nella frase (come in italiano, "voglio vederlo" e "lo voglio vedere")
| reggiano                  | italiano                      |
| ------------------------- | ----------------------------- |
| J'ó prû dêregh na mân.    | Ho potuto dargli una mano.    |
| A sûn mia prû gnîr.       | Non ho/sono potuto venire.    |
| Al l'à vrû fêr da per ló. | L'ha voluto fare da solo.     |
| L'é vrû partîr l'istès.   | È/Ha voluto partire comunque. |

I verbi modali autorizzano anche il cambio dell'ausiliare, in quanto acquistano l'ausiliare che propriamente avrebbe il verbo retto. In altre parole, per i verbi modali avèir diventa èser se l'infinito che segue il verbo modale è quello di un verbo che si coniuga con èser. Questo è simile all'italiano dove "ho mangiato" implica "ho voluto mangiare", ma "sono sceso" implica "sono/ho voluto scendere"
| reggiano                     | italiano                                |
| ---------------------------- | --------------------------------------- |
| Cl'êlber lé al vōl tajê.     | Quell'albero dev'essere tagliato.       |
| La scrâna la vrés justêda.   | La sedia andrebbe aggiustata.           |
| I fiō e vōlen educhê.        | Bisogna educare i figli.                |
| Al piânti e vrîven spuntêdi. | Si sarebbero dovute spuntare le piante. |

Un esempio del tutto peculiare di verbo modale del dialetto reggiano è vrèir, che oltre ad avere grosso modo le stesse funzioni di "volere" in italiano ha anche un altro uso modale (in italiano normalmente riservato al verbo "andare") nella costruzione in cui una forma finita di vrèir è seguita da un participio passato (declinato) per esprimere la necessità, anche ipotetica, di una certa azione.

#### Verbi frasali
| reggiano                                           | italiano                                              |
| -------------------------------------------------- | ----------------------------------------------------- |
| Vê-t fōra ânca stasîra?                            | Esci anche questa sera?                               |
| Cla cà lé la gnirà ṣò prèst.                       | Quella casa crollerà presto.                          |
| Ânca quând al fa gnînt, chiló al ciâpa sèimper só. | Anche quando non fa nulla, viene sempre rimproverato. |
| Al l'à tôt só e l'é andê via sèinsa dîr gnînt.     | L'ha raccolto e se n'è andato senza dire niente.      |
| La dîṣ sèimper só a tót.                           | Si lamenta sempre con tutti.                          |
| T'é sōl fât só dal caṣèin.                         | Hai solo creato confusione.                           |

I verbi frasali, ovvero l'unione di un verbo ed un avverbio o una preposizione a dare un costrutto verbale con un altro significato, fenomeno frequentissimo in tedesco ed inglese, esistono anche in italiano, ma il loro uso è molto più diffuso nel reggiano. I più comuni sono:
- andêr fōra / gnîr fōra: uscire;
- gnîr ṣò: crollare;
- tōr só / ciapêr só: essere rimproverato;
- dîr só: lamentarsi;
- fêr só: creare, provocare, causare;
- lavêr ṣò: lavare i piatti;
- andêr adrê: continuare, insistere

### Il sistema pronominale
Come in italiano, il dialetto reggiano presenta due serie di pronomi personali, quelli tonici e quelli atoni. Il loro uso è però sostanzialmente diverso; la caratteristica che più balza all'occhio è che il reggiano non sopporta, in generale, che il soggetto rimanga non espresso, ed il pronome obbligatorio è quello atono. Questo fenomeno è in comune con molti dialetti galloitalici; sull'argomento si vedano i contributi di Laura Vanelli (1987) e Paola Benincà (1994). Esiste inoltre una peculiare sequenza di pronomi interrogativi, che sono obbligatori e si fondono con le forme verbali nelle interrogative dirette.

#### Pronomi personali soggetto tonici
| persona | genere | singolare | plurale  | plurale     |
| ------- | ------ | --------- | -------- | ----------- |
| 1a      | masch. | mé        | nó       | nuêter      |
| 1a      | femm.  | mé        | nó       | nuêtri      |
| 2a      | masch. | té        | vó       | (v)u(v)êter |
| 2a      | femm.  | té        | vó       | (v)u(v)êtri |
| 3a      | masch. | (chi)ló   | (chi)lōr | (chi)lōr    |
| 3a      | femm.  | (chi)lē   | (chi)lōr | (chi)lōr    |

I pronomi tonici soggetto e quelli complemento sono sempre identici in reggiano, al contrario dell'italiano dove si distinguono le prime due persone del singolare (cioè "io" e "tu" sono solo soggetti, mentre "me" e "te" sono solo complementi oggetti). In dialetto reggiano, la prima e seconda persona plurali hanno delle forme rafforzate che includono êter (corrispondenti all'italiano "noialtri", "voialtri"). Le terze persone infine possono essere precedute dal dimostrativo atono chi.
| reggiano                | italiano                |
| ----------------------- | ----------------------- |
| Al l'à vést ló, mìa mé! | L'ha visto lui, non io! |
| E l'ó fât per té.       | L'ho fatto per te.      |
| E m'l'î dét uêter!      | Me l'avete detto voi!   |

Questi pronomi, così come quelli italiani, sono usati solo in particolari circostanze pragmatiche che richiedono la loro presenza, ma non sono mai obbligatori sintatticamente. In altre parole, non sono mai obbligatori in accompagnamento ad un verbo, ma se usati isolatamente, o retti da una preposizione, non possono essere sostituiti da quelli atoni

#### Pronomi personali soggetto atoni (clitici)
| persona | persona | singolare | plurale   |
| ------- | ------- | --------- | --------- |
| 1a      | 1a      | a / e     | a / e     |
| 2a      | 2a      | et / t'   | a / e     |
| 3a      | masch.  | al / l'   | i / a / e |
| 3a      | femm.   | la / l'   | i / a / e |

Una caratteristica che distanzia il reggiano dall'italiano è la presenza di un'altra serie di pronomi, questa volta clitici, in funzione di soggetto. I pronomi clitici hanno la caratteristica sintattica di essere legati ad una posizione fissa nel sintagma; non possono cioè essere usati in isolamento ma solo in una posizione immediatamente adiacente al verbo, dal quale possono essere separati solo per mezzo di un altro clitico. Fonologicamente, i pronomi clitici sono atoni. Vi sono oscillazioni fra i parlanti per i pronomi clitici costituiti da una sola vocale (a/e e talvolta anche i al plurale). I clitici tendono ad fondersi con altre particelle atone come la negazione an , o i riflessivi
| reggiano                          | italiano                                                 |
| --------------------------------- | -------------------------------------------------------- |
| A/E vâgh a cà.                    | Vado a casa.                                             |
| A/E gnòm ânca nuêter.             | Veniamo anche noi.                                       |
| A/E prî pasêr stasîra.            | Potete passare stasera.                                  |
| I/A/E vrén gnîr edmân.            | Vorrebbero venire domani.                                |
| Et drōv sèimper la mé mâchina.    | Usi sempre la mia macchina.                              |
| T’é té che t’vō andêregh, mìa mé. | Sei tu che vuoi andarci, non io.                         |
| Al dîṣ ch’l’é trôp têrdi.         | Dice che è troppo tardi.                                 |
| Al vîn ânca ló.                   | Viene anche lui.                                         |
| Ló l’gh'à mâi tèimp.              | Lui non ha mai tempo.                                    |
| Al putîn al mâgna al pòm.         | Il bambino mangia la mela.                               |
| Còla ch’la pulés la vîn a meṣdé.  | Quella delle pulizie (lett.: che pulisce) viene alle 12. |

Per quanto riguarda la prima persona singolare e le tre persone del plurale, va detto che l'uso dei pronomi clitici soggetto è molto diffuso (soprattutto alla terza persona plurale), ma non è strettamente obbligatorio, specie in frasi affermative con soggetto pronominale (cioè, non è completamente scorretto dire Vâgh a cà invece di E vâgh a cà).
Il discorso è diverso per la seconda e terza persona singolare, poiché la presenza del clitico soggetto è qui quasi sempre obbligatoria, anche in presenza di un pronome soggetto libero (cioè, Té t'é vèc non può mai diventare Té é vèc o É vèc.), così come di un soggetto lessicale o di un pronome relativo (cioè, le frasi Gîgi mâgna ... e Gîgi che mâgna ... sono sempre scorrette in dialetto reggiano, mentre la loro traduzione letterale sarebbe grammaticale in italiano)

##### Limitazioni all'uso nella terza persona
La regola generale che il pronome clitico non si può mai omettere davanti ad un verbo presenta numerose eccezioni, specie alla terza persona. Alcune di queste sono idiomatiche, altre possono essere comprese attraverso un piccolo numero di regole supplementari.
| reggiano                      | italiano                      |
| ----------------------------- | ----------------------------- |
| Quelchidûn (al) gh'à da gnîr. | Qualcuno deve venire.         |
| Nisûn (al) vōl paghêr.        | Nessuno vuole pagare.         |
| Vō-t che nisûn (al) i drōva?. | Credi che nessuno li adoperi? |

Mentre, come già detto, il clitico soggetto è sempre obbligatorio alla seconda persona singolare, alla terza persona singolare in alcuni casi si può o si deve omettere (o sostituire con un altro pronome). La sua presenza è per esempio facoltativa con quantificatori come quelchidûn (“qualcuno”) o nisûn (“nessuno”)
| reggiano                  | italiano                       |
| ------------------------- | ------------------------------ |
| A rîva un putîn.          | Arriva un bambino.             |
| A câsca dal fòj.          | Cadono delle foglie.           |
| A vîn ânca di pramṣân.    | Vengono anche dei parmensi.    |
| A gh'é dimòndi gînta.     | C'è molta gente.               |
| A gh'é di putîn.          | Ci sono dei bambini.           |
| A’s dîṣ acsé.             | Si dice così.                  |
| A('n)'s pōl mìa fêr acsé. | Non ci si può comportare così. |

Quando al posto della più comune costruzione “soggetto-verbo” si ha l'ordine sintattico marcato “verbo-soggetto (lessicale)” (cioè, un verbo seguito da un nome, non un pronome, come in "viene mia madre") il clitico di terza persona singolare viene sostituito da un “a espletivo” (esiste anche la variante e); in questo caso viene a mancare anche l'accordo col verbo, che rimane sempre alla terza persona singolare. La stessa situazione si presenta anche con égh (il “ci presentativo” dell'italiano, come in "c'è gente") ed es (il “si impersonale” dell'italiano, come in "si mangia bene")
| reggiano         | italiano       |
| ---------------- | -------------- |
| A piōv.          | Piove.         |
| A fa chêld incō. | Fa caldo oggi. |

Con verbi e locuzioni verbali “atmosferiche”, che normalmente non hanno un soggetto, è pure normale usare a, ed è in ogni caso escluso l'uso dei clitici soggetto di terza persona singola singolare. Quindi si può dire a piōv, ma al piōv o la piōv sono sicuramente errori
| reggiano                      | italiano                     |
| ----------------------------- | ---------------------------- |
| Nisûn l’à magnê la mnèstra.   | Nessuno mangiò la minestra.  |
| L’é rivê un putîn.            | È arrivato un bambino.       |
| L’é piuvû tót al dé.          | È piovuto tutto il giorno.   |
| Al gh'à tóta la cà da spasêr. | Deve spazzare tutta la casa. |

Eccezione nell'eccezione, non rientrano in alcune delle limitazioni precedenti i verbi èser, avèir usati come ausiliari, che richiedono sempre la presenza del clitico soggetto alla terza persona singolare. Si noti che il verbo avèiregh ("averci", col significato di "possedere" o nell'espressione avèiregh da "avere l'incombenza di, dovere"), che non è mai ausiliare, si comporta regolarmente.

#### I pronomi personali soggetto interrogativi
| persona   | singolare | plurale |
| --------- | --------- | ------- |
| 1a        | -ja       | -ja     |
| 2a        | -et       | -v      |
| 3a masch. | -el       | -i      |
| 3a femm.  | -la       | -i      |

In reggiano è presente anche una serie di pronomi clitici soggetto usati obbligatoriamente nelle frasi interrogative, che sono sempre atoni e suffissi. Tale fenomeno è quasi sconosciuto in italiano, dove comunque è sempre facoltativo e suona spesso pomposo (Volete voi ... prendere in sposa/o ... ?), ma è tipico di lingue in cui il soggetto è obbligatorio, come il francese (Voudrez-vous ...?), il tedesco (Möchten Sie ...?) e l'inglese (Would you like ...?); tuttavia, in reggiano i pronomi interrogativi differiscono da quelli "affermativi" non solo per la posizione ma anche per alcune trasformazioni fonetiche. Questi pronomi sono elencati nella tabella
| reggiano             | italiano            |
| -------------------- | ------------------- |
| Vègn-ja ânca mé?     | Vengo anch'io?      |
| Quânt ân gh'ê-t?     | Quanti anni hai?    |
| Indó vâ-la la Medéa? | Dove va l'Amedea?   |
| Andòm-ja al bâr?     | Andiamo al bar?     |
| An ridî-v mai uêter? | Voi non ridete mai? |
| T'ân-i vést?         | Ti hanno visto?     |
| Tó pêder ē-l malê?   | Tuo padre è malato? |

I clitici interrogativi sono convenzionalmente segnati ponendo un trattino fra di essi ed il verbo precedente; molti autori non pongono nemmeno il trattino e fondono verbo e pronome in un'unica parola.
Questi pronomi suffissi sono sempre obbligatori, anche quando il soggetto lessicale della frase (che può essere posto prima o dopo il verbo) è esplicito. Un esempio d'uso per ogni forma di questi pronomi è presentato nella tabella
| reggiano      | italiano          |
| ------------- | ----------------- |
| Chi vîn tégh? | Chi viene con te? |
| Csa sucèd?    | Cosa succede?     |
| Es sà quèl?   | Si sa qualcosa?   |

L'uso dei pronomi clitici interrogativi (di terza persona singolare) ha due importanti limitazioni; essi vengono eliminati
- quando il soggetto della domanda è un pronome interrogativo;
- quando la frase è impersonale, cioè quando si usa es come ”si impersonale”

#### Complemento diretto e indiretto
| persona         | diretto | diretto | indiretto | indiretto |
| persona         | -       | eliso   | -         | eliso     |
| --------------- | ------- | ------- | --------- | --------- |
| 1a sing.        | (e)m    | m'      | (e)m      | m'        |
| 2a sing.        | (e)t    | t'      | (e)t      | t'        |
| 3a sing. masch. | al      | l'      | egh       | gh'       |
| 3a sing. femm.  | la      | l'      | egh       | gh'       |
| 1a plur.        | (e)s    | s'      | (e)s      | s'        |
| 2a plur.        | (e)v    | v'      | (e)v      | v'        |
| 3a plur.        | i       | j'      | egh       | gh'       |

Come in italiano, anche in reggiano i pronomi atoni diretti (cioè quelli che vengono utilizzati per il complemento oggetto, come in "Io ti vedo") e quelli indiretti (cioè quelli che vengono utilizzati per il complemento di termine, come in "Io ti mando una lettera") hanno la stessa forma per tutte le persone, eccezion fatta per la terza singolare e plurale, che usano egh.
È importante non confondere egh complemento indiretto (E gh'ó dê dal cujoùn, "gli ho detto stupido") con egh locativo (E gh'ó catê na panarâsa, "ci ho trovato uno scarafaggio) o suffisso nel verbo avèiregh. Ed anche es complemento (E's ciâmen tèstiquêdri, "ci chiamano teste-quadre") con es impersonale (Es dîṣ acsé, "si dice così")
| persona         | pronome | reggiano                   | italiano                       |
| --------------- | ------- | -------------------------- | ------------------------------ |
| 1a sing.        | em      | T'em branchêv pr'al gâmbi. | Mi prendevi per le gambe.      |
| 1a sing.        | m'      | Al m'a gnân guardê!        | Non m'ha nemmeno guardato!     |
| 2a sing.        | et      | La't guêrda d'ascòuṣ.      | (Lei) ti guarda di nascosto.   |
| 2a sing.        | t'      | A t'iva mia vést.          | Non ti avevo visto.            |
| 3a sing. masch. | al      | Té t'al turés luntēra.     | Tu lo prenderesti volentieri.  |
| 3a sing. masch. | l'      | E l'ân mìa catê.           | Non l'hanno trovato.           |
| 3a sing. femm.  | la      | E la ciâp pri cavî.        | La prendo pei capelli.         |
| 3a sing. femm.  | l'      | E l'ân magnêda tóta.       | L'hanno mangiata tutta.        |
| 1a plur.        | es      | E's ciâpen per di cujòun.  | Ci prendono per stupidi.       |
| 1a plur.        | s'      | E s'ân casê fōra subét.    | Ci hanno buttato fuori subito. |
| 2a plur.        | ev      | An ev vòj mia vèder.       | Non vi voglio vedere.          |
| 2a plur.        | v'      | E v'îva vést pasêr.        | Vi avevo visti passare.        |
| 3a plur.        | i       | T'i squâs sèimper trôp!    | Li/Le scuoti sempre troppo!    |
| 3a plur.        | j'      | T’j'é cumprêdi l'an pasê.  | Le hai comprate l'anno scorso. |

| persona                   | pronome | reggiano                          | italiano                              |
| ------------------------- | ------- | --------------------------------- | ------------------------------------- |
| 1a sing.                  | em      | Et em dîṣ dal cujunêdi.           | Mi dici delle stupidate.              |
| 1a sing.                  | m'      | En m'é gnân indivîṣ.              | Non ci faccio una piega.              |
| 2a sing.                  | et      | E gnòm a purtêret dal furmâj.     | Veniamo a portarti del formaggio.     |
| 2a sing.                  | t'      | Mé t'j ó bèle dê.                 | Io te li ho già dati.                 |
| 1a plur.                  | es      | L'é impurtânt purtêres rispèt.    | È importante portarci rispetto.       |
| 1a plur.                  | s'      | E s'còunten dal fôli.             | Ci dicono delle balle.                |
| 2a plur.                  | ev      | An ev dâgh mia tót incō.          | Non vi do tutto oggi.                 |
| 2a plur.                  | v'      | An v'l'ésa mai dét!               | Non ve l'avessi mai detto!            |
| 3a (ogni genere e numero) | egh     | Egh î-v bèle dê di bèsi?          | Gli/le avete già dato dei soldi?      |
| 3a (ogni genere e numero) | egh     | Girêregh mìa datōrna!             | Non girarle/gli/ loro attorno!        |
| 3a (ogni genere e numero) | gh'     | E gh' vrîva dîr un lavōr cumpâgn. | Volevo dirgli/le una cosa del genere. |
| 3a (ogni genere e numero) | gh'     | (C)sa gh'ê-t cumprê?              | Cosa (le/gli) hai (/loro) comperato?  |

| reggiano                   | italiano                |
| -------------------------- | ----------------------- |
| Gh'ê-t quèl da dîrom?      | Hai qualcosa da dirmi?  |
| A'n vrîva mia spavintêrov. | Non volevo spaventarvi. |

Quando le forme pronominali, sia dirette che indirette, di prima persona singolare e di seconda persona plurale vengono utilizzate in posizione postverbale (come in "dirmi, dirvi") la loro vocale d'appoggio non è più /e/ ma /o/ (probabilmente a causa della labializzazione imposta da /m/ e /v/ in finale di frase).
| reggiano            | italiano              |
| ------------------- | --------------------- |
| Al m'l'îva mia dét. | Non me l'aveva detto. |
| T'gh'al dê dmân.    | Glielo dai domani.    |

Nella stessa proposizione possono naturalmente essere presenti tutti e tre i pronomi atoni, cioè soggetto (S), oggetto diretto (OD) e oggetto indiretto (OI), in questi casi l'ordine sarà sempre S-OI-OD, come negli esempi qui mostrati